# Fernando Blanqui Teixeira
Fernando Augusto da Silva Blanqui Teixeira (Coimbra, 4 de Maio de 1922 – 1 de Outubro de 2004) foi um político e engenheiro químico português, deputado à Assembleia Constituinte da III República Portuguesa. Membro do Comité Central do Partido Comunista Português entre 1952 e 2000.

## Biografia

### Nascimento e formação
Nasceu em 4 de Maio de 1922, na cidade de Coimbra. Frequentou o Instituto Superior Técnico, onde concluiu o curso de Engenharia Químico-Industrial em 1945. Começou o seu activismo ainda durante a sua formação, tendo feito parte da Direcção da Associação de Estudantes, embora tenha sido expulso devido aos seus ideais políticos. Em 1944 integrou-se no Partido Comunista Português, e entre 1944 e 1945 foi membro da Federação das Juventudes Comunistas.

### Carreira
A sua profissão foi de engenheiro químico.
Empregou-se no Partido Comunista Português em 1948, tendo nesse mesmo ano entrado na clandestinidade. Foi por diversas vezes encarcerado pela Polícia Internacional e de Defesa do Estado, incluindo uma prisão em 1957, da qual fugiu logo no ano seguinte, durante a sua passagem pelo Hospital de São José. Em 1963 voltou a ser preso, só tendo saído em 1971, após ter sido feita uma campanha pela sua libertação, na qual participaram várias centenas de profissionais de engenharia, e a própria Ordem dos Engenheiros.
Fez parte do Comité Central do partido entre 1952 e 2000, da Comissão Política entre 1976 e 1988, e do Secretariado entre 1979 e 1996. Foi coordenador na Comissão de Organização das estruturas do partido nos arquipélagos da Madeira e dos Açores, e pela emigração. Também digiriu a revista O Militante entre 1975 e 2000, e aquando do seu falecimento era membro da delegação concelhia do Partido Comunista Português no Barreiro.
Após a Revolução de 25 de Abril de 1974, também exerceu como deputado na Assembleia Constituinte, tendo sido substituído por Vital Moreira.

### Falecimento e homenagens
Faleceu em 1 de Outubro de 2004, aos 82 anos de idade, tendo o funeral sido realizado dois dias depois, no Cemitério do Alto de São João, em Lisboa. Na sequência do seu falecimento, o Comité Central do Partido Comunista Português emitiu uma nota de pesar, onde realçou o seu papel dentro do partido, e os seus esforços na defesa do socialismo, da democracia e dos direitos dos trabalhadores.
O nome de Blanqui Teixeira foi colocado numa rua no concelho do Barreiro.